# Радуйска седловина
Радуйската седловина е нископланински проход (седловина) в Западна България, между планините Люлин на югоизток и Вискяр на северозапад в Община Перник.
Проходът е с дължина 4 km, а надморската височина на седловината е 842 m. Той свързва западната част на Софийската котловина при село Радуй на север с най-северната част на Пернишката котловина при село Расник на юг. Проходът започва в южния край на село Радуй на 826 m н.в., насочва се на юг и след 300 m достига до седловината на 842 m н.в. Оттук започва плавно спускане към Пернишката котловина и след 3,7 km в източния край на село Расник завършва на 825 m н.в.
През седловината преминава общински път от село Расник за село Радуй.
Успоредно на шосето преминава и участък от трасето на жп линията Перник – Волуяк, като под седловината е прокопан тунел с дължина 1,4 km.

## Топографска карта
- Лист от карта K-34-47. Мащаб: 1 : 100 000.